# Echinometra
Echinometra is een geslacht van zee-egels uit de familie Echinometridae.

## Soorten
- Echinometra hondoana Nisiyama, 1966 †
- Echinometra insularis H.L. Clark, 1912
- Echinometra lucunter (Linnaeus, 1758)
- Echinometra mathaei (Blainville, 1825)
- Echinometra vanbrunti A. Agassiz, 1863
- Echinometra viridis A. Agassiz, 1863

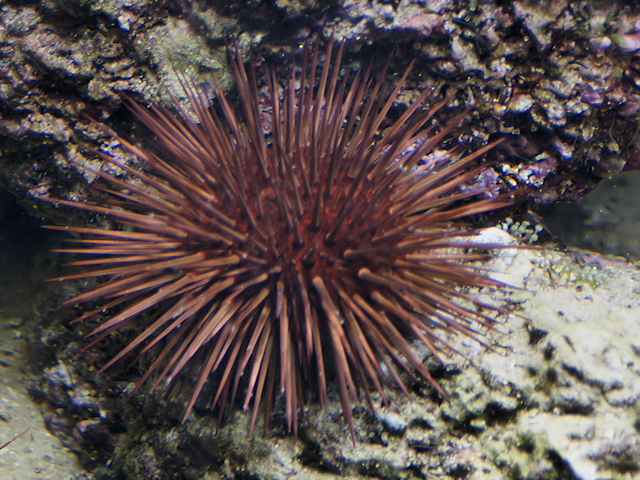
Echinometra lucunter
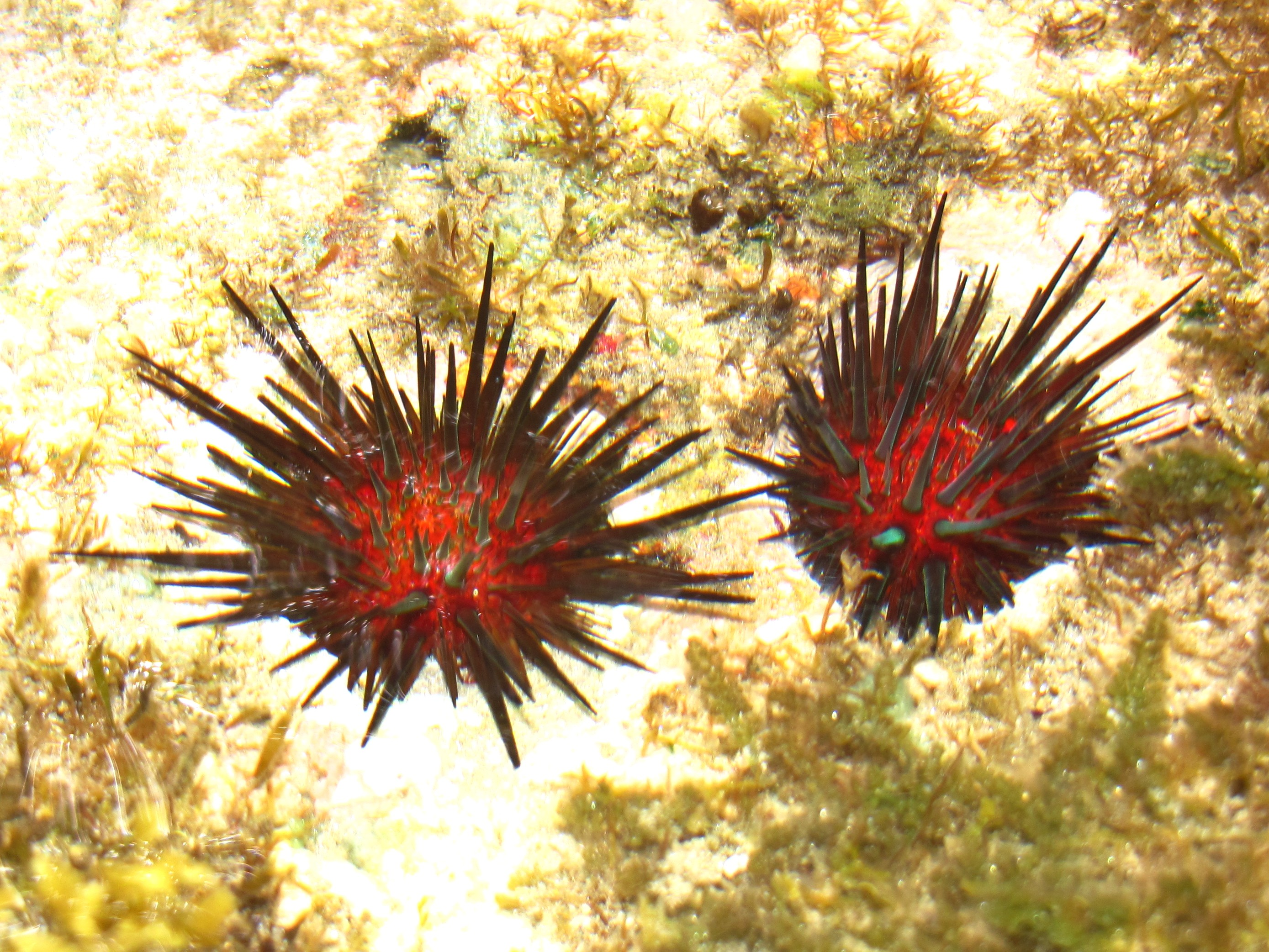
Echinometra lucunter
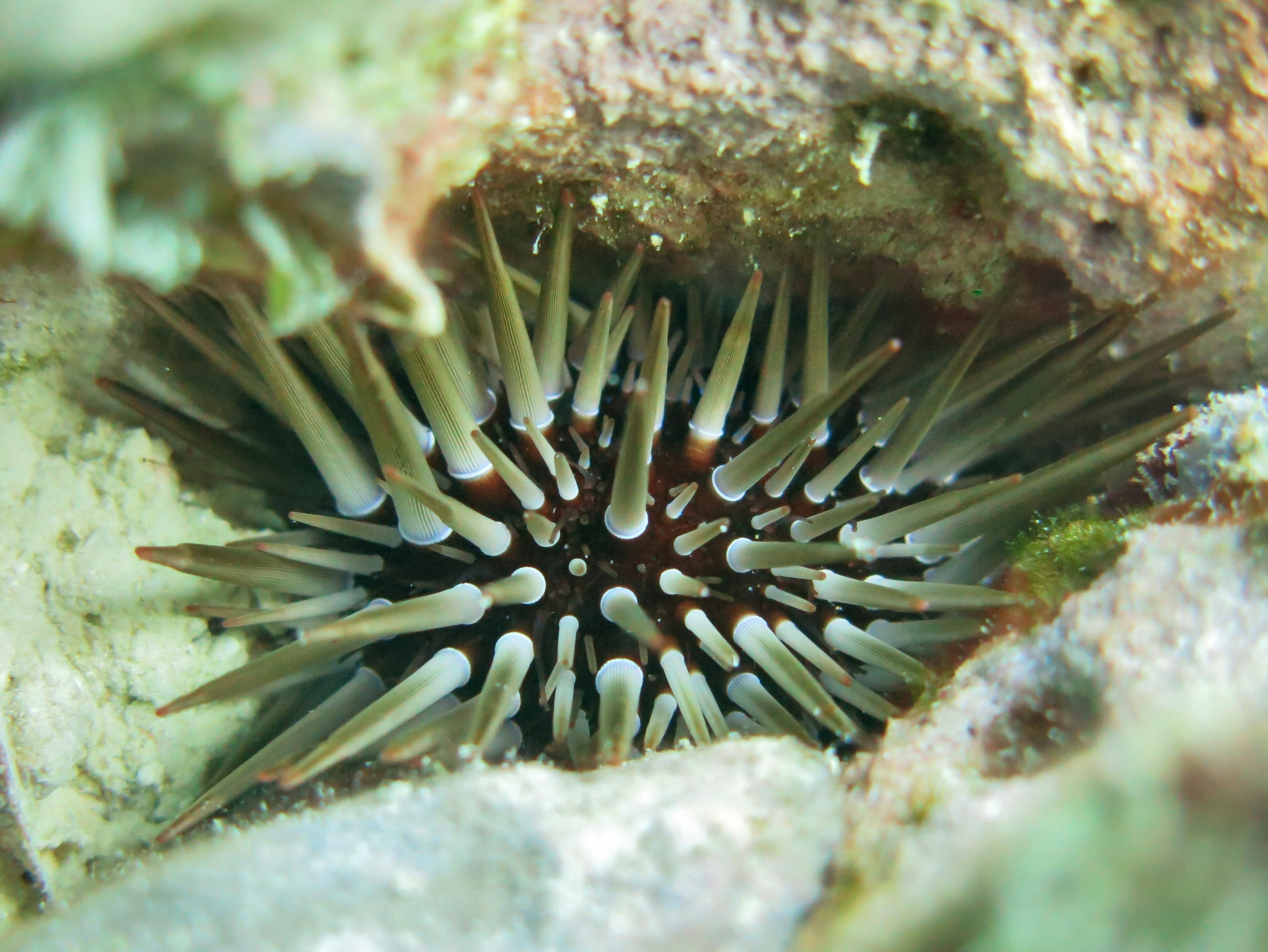
Echinometra mathaei
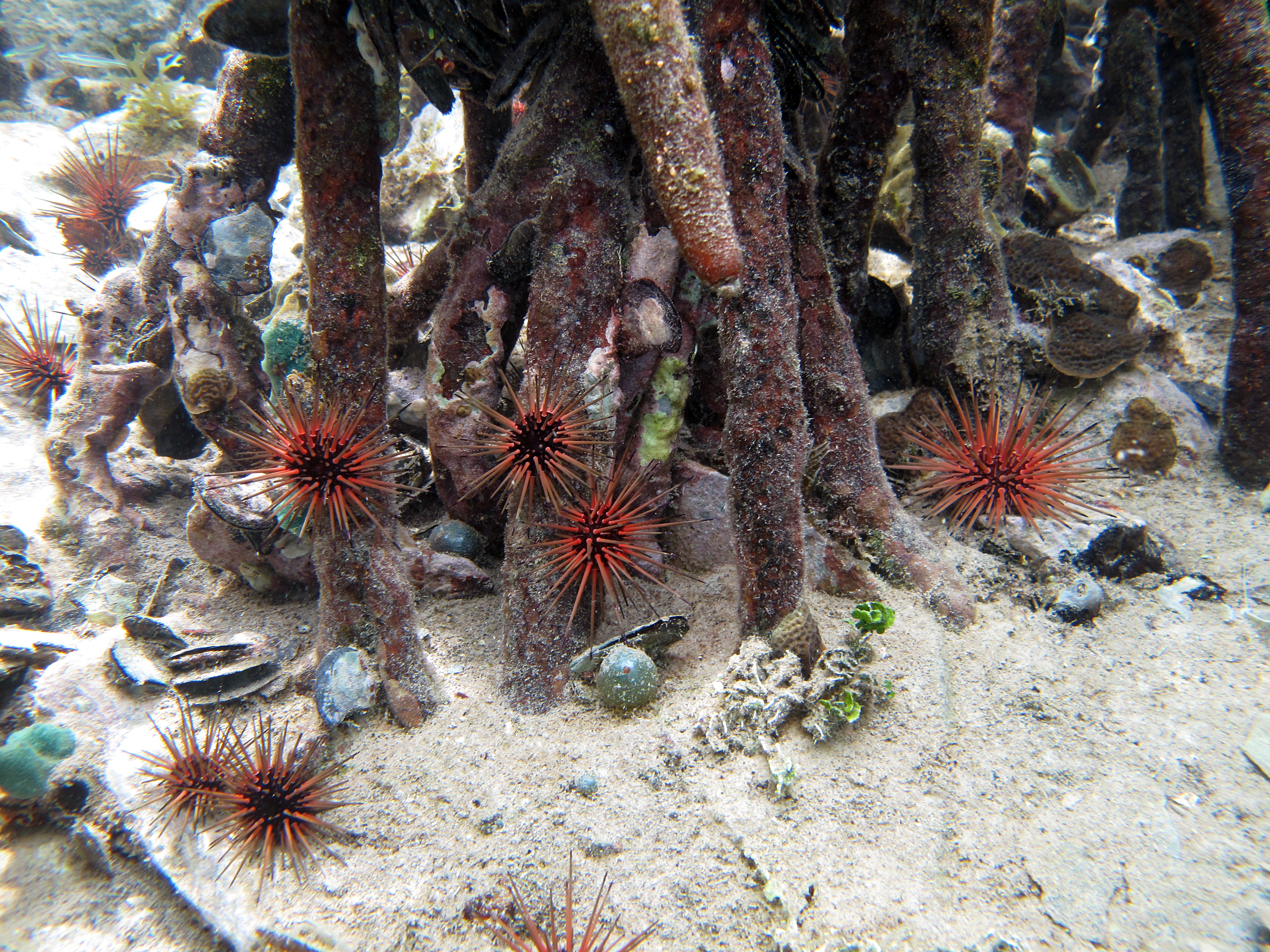
Echinometra viridis